# TJ Jiskra Strážnice
TJ Jiskra Strážnice (celým názvem: Tělovýchovná jednota Jiskra Strážnice) je český fotbalový klub, který sídlí ve Strážnici na Hodonínsku v Jihomoravském kraji. V sezoně 2015/16 zvítězil v Okresním přeboru Hodonínska, čímž se probojoval zpět do jihomoravských krajských soutěží, v nichž působil naposled v ročníku 1999/00. Od sezony 2016/17 nastupuje v I. B třídě Jihomoravského kraje – sk. C (7. nejvyšší soutěž).
Své domácí zápasy odehrává na městském stadionu Strážnice s kapacitou 500 diváků.

## Odchovanci
V mládežnickém věku zde působil mj. Dalibor Koštuřík a David Helísek.

## Umístění v jednotlivých sezonách
Stručný přehled
Zdroj: 
- 1945–1946: I. B třída BZMŽF – III. okrsek
- 1946–1947: I. B třída BZMŽF – IV. okrsek
- 1948: I. B třída ZMŽF – okrsek IV
- 1972–1975: I. B třída Jihomoravského kraje – sk. B
- 1989–1993: Okresní přebor Hodonínska
- 1995–2000: I. B třída Středomoravské župy – sk. C
- 2004–2006: Okresní soutěž Hodonínska
- 2006–2010: Okresní soutěž Hodonínska – sk. B
- 2010–2016: Okresní přebor Hodonínska
- 2016– : I. B třída Jihomoravského kraje – sk. C

Jednotlivé ročníky
Zdroj: 
Legenda: Z – zápasy, V – výhry, R – remízy, P – porážky, VG – vstřelené góly, OG – obdržené góly, +/− – rozdíl skóre, B – body, červené podbarvení – sestup, zelené podbarvení – postup, fialové podbarvení – reorganizace, změna skupiny či soutěže
| Československo (1945 – 1993) |                                         |        |    |     |     |     |     |     |     |    |        |
| Sezóny                       | Liga                                    | Úroveň | Z  | V   | R   | P   | VG  | OG  | +/− | B  | Pozice |
| 1945/46                      | I. B třída BZMŽF – III. okrsek          | 4      | 26 | ... | ... | ... | ... | ... | ... |    |        |
| 1946/47                      | I. B třída BZMŽF – IV. okrsek           | 4      | 18 | 7   | 1   | 10  | 43  | 56  | −13 | 15 | 7.     |
| ...                          |                                         |        |    |     |     |     |     |     |     |    |        |
| 1948                         | I. B třída ZMŽF – okrsek IV             | 5      | 10 | 3   | 1   | 6   | 22  | 25  | −3  | 7  | 10.    |
| ...                          |                                         |        |    |     |     |     |     |     |     |    |        |
| 1972/73                      | I. B třída Jihomoravského kraje – sk. B | 7      | 25 | 8   | 11  | 6   | 38  | 35  | +3  | 27 | 4.     |
| 1973/74                      | I. B třída Jihomoravského kraje – sk. B | 7      | 26 | 8   | 8   | 10  | 34  | 40  | −6  | 24 | 10.    |
| 1974/75                      | I. B třída Jihomoravského kraje – sk. B | 7      | 26 | ... | ... | ... | ... | ... | ... | 28 | 8.     |
| ...                          |                                         |        |    |     |     |     |     |     |     |    |        |
| 1989/90                      | Okresní přebor Hodonínska               | 8      | 26 | 8   | 5   | 13  | 38  | 47  | −9  | 21 | 12.    |
| 1990/91                      | Okresní přebor Hodonínska               | 8      | 30 | 6   | 6   | 18  | 33  | 70  | −37 | 18 | 16.    |
| 1991/92                      | Okresní přebor Hodonínska               | 8      | 30 | ... | ... | ... | ... | ... | ... |    |        |
| 1992/93                      | Okresní přebor Hodonínska               | 8      | 30 | 13  | 9   | 8   | 59  | 46  | +13 | 35 | 5.     |
| Česko (1993 – )              |                                         |        |    |     |     |     |     |     |     |    |        |
| Sezóny                       | Liga                                    | Úroveň | Z  | V   | R   | P   | VG  | OG  | +/− | B  | Pozice |
| ...                          |                                         |        |    |     |     |     |     |     |     |    |        |
| 1995/96                      | I. B třída Středomoravské župy – sk. C  | 7      | 26 | 11  | 2   | 13  | 48  | 44  | +4  | 35 | 6.     |
| 1996/97                      | I. B třída Středomoravské župy – sk. C  | 7      | 26 | 7   | 5   | 14  | 47  | 58  | −11 | 26 | 13.    |
| 1997/98                      | I. B třída Středomoravské župy – sk. C  | 7      | 26 | 7   | 3   | 16  | 40  | 57  | −17 | 24 | 12.    |
| 1998/99                      | I. B třída Středomoravské župy – sk. C  | 7      | 26 | 7   | 4   | 15  | 23  | 60  | −37 | 25 | 13.    |
| 1999/00                      | I. B třída Středomoravské župy – sk. C  | 7      | 26 | 7   | 6   | 13  | 40  | 56  | −16 | 27 | 13.    |
| ...                          |                                         |        |    |     |     |     |     |     |     |    |        |
| 2004/05                      | Okresní soutěž Hodonínska               | 9      | 26 | 8   | 3   | 15  | 37  | 63  | −26 | 27 | 12.    |
| 2005/06                      | Okresní soutěž Hodonínska               | 9      | 26 | 10  | 6   | 10  | 45  | 40  | +5  | 36 | 6.     |
| 2006/07                      | Okresní soutěž Hodonínska – sk. B       | 9      | 26 | 16  | 6   | 4   | 75  | 32  | +43 | 54 | 2.     |
| 2007/08                      | Okresní soutěž Hodonínska – sk. B       | 9      | 26 | 14  | 1   | 11  | 75  | 41  | +34 | 43 | 4.     |
| 2008/09                      | Okresní soutěž Hodonínska – sk. B       | 9      | 26 | 11  | 6   | 9   | 57  | 33  | +24 | 39 | 7.     |
| 2009/10                      | Okresní soutěž Hodonínska – sk. B       | 9      | 26 | 21  | 2   | 3   | 78  | 26  | +52 | 65 | 1.     |
| 2010/11                      | Okresní přebor Hodonínska               | 8      | 26 | 9   | 4   | 13  | 45  | 50  | −5  | 31 | 11.    |
| 2011/12                      | Okresní přebor Hodonínska               | 8      | 26 | 8   | 7   | 11  | 48  | 52  | −4  | 31 | 12.    |
| 2012/13                      | Okresní přebor Hodonínska               | 8      | 26 | 15  | 3   | 8   | 53  | 36  | +17 | 48 | 3.     |
| 2013/14                      | Okresní přebor Hodonínska               | 8      | 26 | 8   | 8   | 10  | 48  | 51  | −3  | 32 | 10.    |
| 2014/15                      | Okresní přebor Hodonínska               | 8      | 26 | 12  | 3   | 11  | 56  | 50  | +6  | 39 | 6.     |
| 2015/16                      | Okresní přebor Hodonínska               | 8      | 26 | 21  | 2   | 3   | 83  | 29  | +54 | 65 | 1.     |
| 2016/17                      | I. B třída Jihomoravského kraje – sk. C | 7      | 26 | 8   | 3   | 15  | 46  | 62  | −16 | 27 | 9.     |
| 2017/18                      | I. B třída Jihomoravského kraje – sk. C | 7      | 26 | 8   | 8   | 10  | 47  | 47  | 0   | 32 | 9.     |
| 2018/19                      | I. B třída Jihomoravského kraje – sk. C | 7      | 24 | 8   | 5   | 11  | 52  | 62  | −7  | 29 | 10.    |
| 2019/20                      | I. B třída Jihomoravského kraje – sk. C | 7      | 13 | 7   | 1   | 5   | 33  | 30  | +3  | 22 | 6.     |
| 2020/21                      | I. B třída Jihomoravského kraje – sk. C | 7      | 10 | 1   | 4   | 5   | 14  | 20  | −6  | 7  | 11.    |
| 2021/22                      | I. B třída Jihomoravského kraje – sk. C | 7      | 26 | 7   | 6   | 13  | 49  | 64  | −15 | 27 | 11.    |
| 2022/23                      | I. B třída Jihomoravského kraje – sk. C | 7      | 26 | 7   | 6   | 13  | 49  | 62  | −13 | 27 | 10.    |
| 2023/24                      | I. B třída Jihomoravského kraje – sk. C | 7      | 26 | 15  | 0   | 11  | 67  | 41  | +26 | 45 | 4.     |
| 2024/25                      | I. B třída Jihomoravského kraje – sk. C | 7      | 25 | 14  | 4   | 7   | 68  | 29  | +39 | 46 | 4.     |

Poznámky:
- 1990/91: Vzhledem k celkové reorganizaci nesestoupilo žádné mužstvo.[13]
- 2019/20: Sezona nedohrána kvůli pandemii covidu-19.
- 2020/21: Sezona nedohrána kvůli pandemii covidu-19.